# Scott Roth
Scott Roth (ur. 25 czerwca 1988) – amerykański lekkoatleta, tyczkarz.

## Osiągnięcia
- srebrny medal mistrzostw świata juniorów młodszych (Marrakesz 2005)

## Rekordy życiowe
- skok o tyczce (stadion) – 5,72 (2011)
- skok o tyczce (hala) – 5,72 (2010)